# Vitis menghaiensis
Vitis menghaiensis är en vinväxtart som beskrevs av Chao Luang Li. Vitis menghaiensis ingår i släktet vinsläktet, och familjen vinväxter. Inga underarter finns listade i Catalogue of Life.